# 1472
Évszázadok: 14. század – 15. század – 16. század
Évtizedek: 1420-as évek – 1430-as évek – 1440-es évek – 1450-es évek – 1460-as évek – 1470-es évek – 1480-as évek – 1490-es évek – 1500-as évek – 1510-es évek – 1520-as évek
Évek: 1467 – 1468 – 1469 – 1470 –  1471 – 1472 – 1473 – 1474 – 1475 – 1476 – 1477

## Események

### Határozott dátumú események
- február 20. – Az Orkney és a Shetland-szigeteket a Skót Királysághoz csatolják.
- március 30. – I. Filibert savoyai herceg trónra lépése. (IX. Amadé fia 1482-ig uralkodik.)

### Határozatlan dátumú események
- Mátyás serege visszafoglalja Nyitra városát IV. Kázmér lengyel királytól.
- Mátyás elfogatja Vitéz János esztergomi érseket.
- A Vezsenyi család kihalását követően a Vezsenyi birtokokat Mátyás király Kinizsi Pálnak adományozza. A Vezsenyiek által épített Zádor-várat ettől kezdve Kinizsi-várként is emlegetik.
- A Száva jobb partján, a török által felépíti Szabács várát Mátyás serege sikertelenül ostromolja.
- Mátyás serege a levert lázadás után betör Csehországba.
- João Vaz Corte-Real felfedezi Új-Fundlandot és Új-Skóciát.
- Portugál hajósok a mai Kamerun területén felhajóznak a Wuori-folyón; megkezdődik a rabszolga-kereskedelem.
- A közép-afrikai Bioko és Annobón-szigeteket Portugáliához csatolják.

## Születések
- Fra Bartolomeo, firenzei festő.
- Id. Lucas Cranach német festő

## Halálozások

### Határozott dátumú halálozások
- március 27. – Janus Pannonius magyar humanista, költő (* 1434)
- április 16. – IX. Amadé savoyai herceg (* 1435)
- április 25. – Leone Battista Alberti itáliai festő (* 1404)
- augusztus 8. – Vitéz János esztergomi érsek.

### Határozatlan dátumú halálozások
- Leonardo di Piero Dati olasz humanista, egyházi író (* 1408)
- Nezahualcoyotl azték költő